# Proyecto Pueblo Viejo
El Proyecto Pueblo Viejo ubicado en República Dominicana, en la provincia Sánchez Ramírez a 100 km de Santo Domingo, es una reserva minera de categoría mundial y uno de los depósitos más grandes de oro no desarrollados.
Los depósitos de óxido de Pueblo Viejo fueron explotados por Rosario Dominicana desde 1975 hasta su agotamiento en 1999, año en que  la mina y la planta finalizaron sus operaciones.
Posteriormente el Estado Dominicano realizó una licitación internacional, la que fue adjudicada a la empresa Placer Dome, firmándose en el año 2001, el Acuerdo Especial de Arrendamiento entre el Estado Dominicano y la empresa Placer Dome Dominicana Corporation.
Durante el año 2006, Barrick Gold adquirió los activos de Placer Dome en todo el mundo, incluyendo con ello los derechos en el proyecto Pueblo Viejo. Después, Barrick vendió el 40% de la participación en el proyecto a Goldcorp incorporated. De esta manera se conformó la empresa Pueblo Viejo Dominicana Corporation.
Barrick, con participación del 60%, es la administradora y gestora del proyecto. Se estima que la inversión requerida para poner en funcionamiento esta mina alcanzará los 2.500 millones de dólares.
Las comunidades aledañas a Pueblo Viejo se verán beneficiadas de los resultados de la operación minera, tanto en lo económico como en lo social. Asimismo, la región también recibirá beneficios por el mejoramiento de los caminos, puentes y un mayor desarrollo de infraestructura en general. De hecho, como resultado de la ejecución de programas de desarrollo comunitario que buscan mejorar las condiciones socioeconómicas de las comunidades, el proyecto Pueblo Viejo ya está generando un impacto positivo en las comunidades cercanas a la mina.
Barrick asumió el compromiso de contratar mano de obra local, para lo cual inició programas de inducción a la disciplina industrial en las comunidades locales. Durante los tres años de construcción del proyecto, se generarán 3.500 puestos de trabajo por año y se espera que la empresa cree unas 1000 plazas laborales durante los estimados 25 años de vida de la mina. Además, se proyecta la generación de 2.500 puestos de trabajo indirectos en la economía local, lo que provocará una importante actividad económica en toda la zona.

## Cuidado ambiental
El principal efecto negativo ambiental que existe actualmente en el entorno local de Pueblo Viejo es el drenaje de aguas ácidas de roca, producto de antiguas operaciones mineras. Este es uno de los mayores retos para Barrick: abordar el impacto heredado.
De acuerdo a los términos del Contrato Especial de Arrendamiento, el Gobierno Dominicano es responsable del saneamiento ambiental de los impactos históricos asociados a la operación anterior de la antigua mina. No obstante, Barrick basado en su compromiso de hacer Minería Responsable, es responsable de implementar un plan de manejo ambiental conforme a estándares internacionales y en cumplimiento de la normativa ambiental del país, que contribuirá al mejoramiento de la calidad de las aguas en la zona y la rehabilitación de las tierras.
Una de las obras de infraestructura más relevantes del proyecto Pueblo Viejo será la construcción de la presa de colas, que se ubicará al sur de la mina en la zona del Valle El Llagal. Su concreción implicará la reubicación de las comunidades de El Llagal, Fátima y Los Cacaos, por ello, la empresa trabaja junto a los habitantes de dichas localidades y el Estado Dominicano a fin de que la obra se realice bajo una óptica consensuada entre las partes. Así, se considera fundamentalmente, las opiniones y demandas de las comunidades y los lineamientos establecidos por el Banco Mundial para este tipo de procesos.